# Anam
Anam (deutsch: „meine Mutter“) ist der erste Kinofilm der deutschtürkischen Filmemacherin Buket Alakuş aus dem Jahr 2001. Produziert wurde der Streifen von Wüste Film, der auch die ersten Filme von Fatih Akın realisierte.

## Handlung
Der Film handelt von einer türkischen Putzfrau in Deutschland, die nach dem Abgleiten ihres Sohnes in die Drogenszene mit ihren Kolleginnen aus ihrer begrenzten Welt ausbricht und sich der Junkies im Umfeld ihres Kindes annimmt.

## Kritiken
Das Lexikon des internationalen Films bezeichnet Anam als einen „beachtenswerten Erstlingsfilm“.

„Die Geschichte […] setzt bei allem Ernst des Themas auch auf Humor – und zeichnet Anams Rettungsmission zugleich als Emanzipationsgeschichte einer eigentlich ganz traditionell orientierten Türkin in Deutschland. Dass dies auf denkbar plakative und klischeehafte Weise geschieht, muss man einem Erstlingswerk wohl nachsehen. Bis zur Stilsicherheit und Originalität eines Fatih Akin ist es jedenfalls noch ein sehr weiter Weg.“

## Auszeichnungen
- Publikumspreis Filmfest Braunschweig
- Publikumspreis Filmfest Oldenburg